# Парксвілл (Міссурі)
Парксвілл (англ. Parkville) — місто (англ. city) в США, в окрузі Платт штату Міссурі. Населення — 7117 осіб (2020).

## Географія
Парксвілл розташований за координатами 39°12′52″ пн. ш. 94°42′15″ зх. д. / 39.21444° пн. ш. 94.70417° зх. д. (39.214453, -94.704281).  За даними Бюро перепису населення США в 2010 році місто мало площу 39,92 км², з яких 38,30 км² — суходіл та 1,62 км² — водойми.

## Демографія
Згідно з переписом 2010 року, у місті мешкали 5554 особи в 1974 домогосподарствах у складі 1469 родин. Густота населення становила 139 осіб/км².  Було 2126 помешкань (53/км²).
Расовий склад населення:
| - 89,5 % — білих - 4,0 % — чорних або афроамериканців - 3,0 % — азіатів - 0,3 % — вихідців з тихоокеанських островів - 0,1 % — корінних американців |

До двох чи більше рас належало 2,5 %. Частка іспаномовних становила 3,7 % від усіх жителів.
За віковим діапазоном населення розподілялося таким чином: 25,6 % — особи молодші 18 років, 65,3 % — особи у віці 18—64 років, 9,1 % — особи у віці 65 років та старші. Медіана віку мешканця становила 39,1 року. На 100 осіб жіночої статі у місті припадало 97,4 чоловіків;  на 100 жінок у віці від 18 років та старших — 95,3 чоловіків також старших 18 років.
Середній дохід на одне домашнє господарство  становив 159 526 доларів США (медіана — 117 955), а середній дохід на одну сім'ю — 199 540 доларів (медіана — 142 000). Медіана доходів становила 106 047 доларів для чоловіків та 41 966 доларів для жінок. За межею бідності перебувало 11,5 % осіб, у тому числі 11,5 % дітей у віці до 18 років та 0,6 % осіб у віці 65 років та старших.
Цивільне працевлаштоване населення становило 3332 особи. Основні галузі зайнятості: освіта, охорона здоров'я та соціальна допомога — 21,7 %, роздрібна торгівля — 16,7 %, науковці, спеціалісти, менеджери — 11,5 %, мистецтво, розваги та відпочинок — 10,7 %.